# Frea mniszechi
Frea mniszechi es una especie de escarabajo longicornio del género Frea, tribu Ceroplesini, familia Cerambycidae. Fue descrita científicamente por Thomson en 1858.
Se distribuye por Camerún, Costa de Marfil, Gabón, República Centroafricana, República Democrática del Congo y República del Congo. La especie mide 12-21 milímetros de longitud. El período de vuelo ocurre en los meses de marzo, septiembre, octubre, noviembre y diciembre. Se alimenta de plantas de las familias Apocynaceae, Combretaceae, Ebenaceae y Flacourtiaceae, entre muchas otras.